# Болотний вуж оливковий
Болотний вуж оливковий (Natriciteres olivacea) — неотруйна змія з роду Африканські болотні вужі родини Вужеві.

## Опис
Загальна довжина досягає від 30—40 см, найбільші особини до 55 см. Тулуб стрункий. Голова невелика із загостреною мордою. Колір спини від палево-коричневої до темно-оливковою або майже чорної. Уздовж хребта тягнеться темна, часто червонувата поздовжня смуга, по краях якої іноді помітні маленькі білі цятки. Губні щитки білі або жовті з чорними бічними краями. Черево жовтого або жовто-помаранчевого кольору. Райдужка очей золотаво-коричнева.

## Спосіб життя
Полюбляє вологі, заболочені ділянки савани, дуже рідко віддаляється від води. Зазвичай знаходить притулок під камінням, у стовбурах дерев, що впали, у тріщинах на глинястих мілинах. Активна у ранкові години. Веде денний спосіб життя. Харчується рибою, жабами, пуголовками та літаючими термітами. Це нешкідлива, неагресивна, спокійна змія, добре звикає до умов неволі.
Це яйцекладна змія. Самиця відкладає до 10 яєць.

## Розповсюдження
Мешкає у західній та центральній Африці, зустрічається у Мозамбіку, Зімбабве, Ботсвані, Замбії, Судані, Анголі, Конго, Центральній Африканській республіці, Габоні, Екваторіальній Гвінеї, Камеруні, Нігерії, Того, Беніні, Гані, Кот-д'Івуар, Ліберії, Сенегалі, Гвінеї, Малі, Танзанії, Ефіопії й Сомалі.